# Lista de reis suevos
Segue-se uma lista de reis suevos

## Primeira dinastia (409–456)
- 409 - 438 - Hermerico
- 438 - 448 -  Réquila
- 448 - 456 - Requiário Derrotado pelo rei visigótico Teodorico II.
- 456 - 457 - Agiulfo Enviado pelo rei visigótico, desertou e fez-se reconhecer como rei por uma parte dos suevos.[1][2] Foi derrotado pelos visigodos de Teodorico II.[3]
- 456 - 460 - Maldras
- 457 - Frantano - A eleição de Maldras não foi reconhecida por todos os suevos.[4][5] É provável que fosse eleito pela facção que apoiava Agiulfo.[6]
- 457 - 464 - Requimundo, sucessor de Frantano
- 460 - 464 - Frumário - sucessor de Maldras
- 464 - 469 - Remismundo, sucessor de Frumário, reunificou o reino suevo.

Período obscuro
- Conhecem-se os nomes de Veremundo e Teodemundo, mas o seu carácter histórico é duvidoso.[7] Outras crónicas menos fidedignas e posteriores mencionam vários reis chamados Hermenerico II, Riciliano e Requiário II.[8]

| Nome                               | Retrato            | Nascimento            | Casamento       | Morte                                       | Ref |
| ---------------------------------- | ------------------ | --------------------- | --------------- | ------------------------------------------- | --- |
| o 1050 – 1060 (18 anos e 307 dias) | [[Imagem:\|150px]] | 1092/6 filho de a e s | a 1125 5 filhos | 25 de outubro de 1154 57, 58, 61 ou 62 anos |     |

- 550 - 559 - Carriarico, existem dúvidas sobre a sua existência
- 559 - 561 - Ariamiro
- 561 - 570 - Teodomiro
- 570 - 583 - Miro
- 583 - 584 -  Eborico
- 584 - 585 - Andeca O reino é invadido por Leovigildo,
- 585 - Amalarico Reconhecido como rei por uma parte dos suevos depois da conquista visigótica.[7]